# مكتب علم الفلك للتنمية
مكتب علم الفلك للتنمية (OAD) هو مكتب تابع للاتحاد الفلكي الدولي (IAU) أنشئ عام 2011 لتعزيز استخدام علم الفلك كأداة للتنمية، موِّلت (OAD) بشكل مشترك من قبل الاتحاد الفلكي الدولي والمؤسسة الوطنية للبحوث في جنوب إفريقيا، يتكون المكتب من تسع مكاتب إقليمية تقع في أرمينيا والصين وكولومبيا وإثيوبيا والأردن ونيجيريا والبرتغال وتايلاند وزامبيا والتي لها أهداف مماثلة لمنظمة (OAD) ولكن بتركيز الإقليمي، وتصدر (OAD) سنويًا دعوة لتقديم مقترحات لتمويل المشاريع التي تستخدم علم الفلك كأداة لمعالجة مسألة بالتنمية المستدامة، تتمثل مهمة (OAD) في المساعدة لزيادة استخدام علم الفلك كأداة للتنمية من خلال تعبئة الموارد البشرية والمالية اللازمة لأجل تحقيق الفوائد العلمية والتكنولوجية والثقافية لهذا المجال للمجتمع، واعتبارا من عام 2017، كانت المنظمة قد أدارت ما مجموعة 364 515 يورو في صناديق منح الاتحاد الأفريقي الدولي، وقد مُنحت هذه الأموال إلى 106 مشاريع وصلت إلى أكثر من 85 بلدا في جميع أنحاء العالم.

## التاريخ
أسسست (OAD) في 16 أبريل 2011 في المرصد الفلكي جنوب أفريقيا (SAAO) في كيب تاون، وقد أطلقه وزير جنوب أفريقيا للعلوم والتكنولوجيا ناليدي باندور، في عام 2016، حصل الاتحاد الفلكي الدولي مع مدير المكتب كيفين غوفندر على ميدالية إدنبرة «لتعزيز التعليم والقدرات التكنولوجية في جميع أنحاء العالم من خلال علم الفلك الملهم».